# Siccia teitaensis
Siccia teitaensis là một loài bướm đêm thuộc phân họ Arctiinae, họ Erebidae.